# Larry Olimb
Lawrence Olimb (Warroad, Minnesota, 1969. augusztus 11. –) amerikai jégkorongozó.

## Pályafutása
Komolyabb karrierjét a University of Minnesotán kezdte 1988–1989-ben. Az egyetemi csapatban 1992-ig játszott. Utolsó szezonja volt a legjobb, mert 80 pontot szerzett 44 mérkőzésen. Az 1987-es NHL-drafton a Minnesota North Stars választotta ki a tizedik kör 193. helyén. Az NHL-ben sosem játszott. 1992-ben kezdte meg felnőtt karrierjét az AHA-s St. Paul Fighting Saintsben, ahol három mérkőzést játszott, majd öt mérkőzés erejéig az ECHL-es Toledo Stormba került, végül az IHL-es Kansas City Bladesben kötött ki. Egy év szünet után az IHL-es Minnesota Mooseba került egy teljes szezon erejéig. 1994-ben rollerhokizott is a Minnesota Arctic Blastban.

## Díjai
- Minnesota Mr. Hockey: 1988